# Žilvinas Padaiga
Žilvinas Padaiga (* 4. Dezember 1962 in Kaunas, Litauische SSR) ist litauischer Politiker, Mediziner und Professor für öffentliches Gesundheitswesen.

## Leben
1980–1986 studierte Žilvinas Padaiga an der Medizinakademie Kaunas (Fachspezialisierung Kinderheilkunde) und absolvierte in den Jahren 1993 und 1994 an der Universität Kuopio in Finnland das Masterstudium für öffentliches Gesundheitswesen, wo er auch 1994–1995 habilitierte. 1986–1990 arbeitete Padaiga als Assistent am Lehrstuhl für Kinderkrankheiten der Medizinakademie, anschließend bis 2001 als wissenschaftlicher Mitarbeiter am Institut der Kauno medicinos universitetas. Seitdem ist Padaiga Professor am Lehrstuhl für prophylaktische Medizin der Fakultät für öffentliche Gesundheit. 2002–2004 war er Prorektor für Studienangelegenheiten der Medizinuniversität.
Vom 7. Dezember 2004 bis 1. Juni 2006 war Padaiga litauischer Gesundheitsminister.